# Ubaí (kommun)
Ubaí är en kommun i Brasilien.   Den ligger i delstaten Minas Gerais, i den sydöstra delen av landet, 300 km öster om huvudstaden Brasília. Antalet invånare är 11 677.
Följande samhällen finns i Ubaí:
- Ubaí

Omgivningarna runt Ubaí är huvudsakligen savann. Runt Ubaí är det glesbefolkat, med 12 invånare per kvadratkilometer.